# جما هیز
جما هیز (زاده ۱۱ اوت ۱۹۷۷) یک موسیقی‌دان، خواننده، ترانه‌سرا و آهنگساز ایرلندی است. او که در درجه اول به عنوان یک خواننده و گیتاریست شناخته می‌شود، در طیف وسیعی از سازها از جمله پیانو و سازدهنی نیز مهارت دارد.
هیز در شهرستان تیپراری با والدینش و هفت خواهر و برادر دیگر بزرگ شد. هیز بعداً برای شرکت در مدرسه شبانه‌روزی به شهرستان لیمریک نقل مکان کرد. در این زمان، هیز در پیانو مهارت داشت و متوجه شد که موسیقی برای مقابله با کسالت زندگی در یک روستای کوچک استفاده می‌شود. او بعداً به شهر دوبلین نقل مکان کرد تا در یونیورسیتی کالج دوبلین برای مطالعه جامعه‌شناسی، روان‌شناسی و تاریخ تحصیل کند. هیز دانشگاه را رها کرد تا روی موسیقی خود تمرکز کند و در مکان‌های موسیقی در سراسر شهر اجرا کند.